# Riu Sarda
El Sarda és un riu de les muntanyes de l'Himàlaia que forma una part de la frontera entre Nepal i Índia.
Dos rierols, el Kuthi Yankti i el Kalapani, que neixen a les muntanyes Panch Chulhi al nord-est de Kumaun, a la frontera amb Tibet, s'uneixen al cap de pocs quilòmetres per formar el riu Kali o Kali Ganga, que divideix Nepal de Kumaun (Uttarakhand). A 170 km del seu naixement, el Kali rep el Sarju o Ramganga Oriental procedent del pic Nanda Kot a Pacheswar, i allí prop, a Rameswar, comença a agafar tant el nom de Ramganga Oriental com de Sarda però amb tendència a perdre el primer fins que agafa el nom de Sarda. Aquest es divideix després en diversos canals que s'uneixen altre cop a Mundia Ghat i des d'allí forma la frontera entre Nepal i el districte de Pilibhit (rebent al Chauka) i entra al districte de Kheri on s'anomena Chauka; quatre canals apareixen després, el Ul, Sarda o Chauka, Dahawar i Suheli. Finalment desaigua al Gogra a Bahramghat.